# Elías Már Ómarsson
Elías Már Ómarsson, né le 18 janvier 1995 à Keflavík en Islande, est un footballeur international islandais qui joue au poste d'attaquant au Meizhou Hakka.

## Biographie

### Carrière en club
Le 5 février 2015, Elías Már Ómarsson signe un contrat de trois ans avec l'équipe norvégienne du Vålerenga Fotball.
Le 1er janvier 2017, il signe un contrat de trois ans avec le club suédois de l'IFK Göteborg.

### Carrière internationale
Elías Már Ómarsson compte cinq sélections avec l'équipe d'Islande depuis 2015,. 
Il est convoqué pour la première fois en équipe d'Islande par les sélectionneurs nationaux Lars Lagerbäck et Heimir Hallgrímsson, pour un match amical contre le Canada le 16 janvier 2015. Il entre à la 87e minute de la rencontre, à la place de Rúrik Gíslason. Le match se solde par une victoire 2-1 des Islandais.